# Tierseuchenkasse
Eine Tierseuchenkasse ist eine Einrichtung zur finanziellen Unterstützung der Bekämpfung von Tierseuchen. Es gibt sie z. B. in Deutschland, Österreich, der Schweiz, Belgien, den Niederlanden und Griechenland.

## Rechtliche Grundlagen
Gesetzliche Grundlagen sind in Deutschland das Tiergesundheitsgesetz, das zum 1. Mai 2014 das Tierseuchengesetz abgelöst hat, und die Ausführungsgesetze der Bundesländer. Danach sind Tierseuchenkassen überwiegend als Anstalten des öffentlichen Rechts auf Landesebene organisiert.
In Österreich bildet das zuletzt 2006 geänderte Tierseuchengesetz von 1909 die rechtliche Grundlage.
In der früheren DDR waren alle Halter von landwirtschaftlichen Nutztieren zum Abschluss einer Tierseuchenversicherung bei der Staatlichen Versicherung der DDR verpflichtet.

## Aufgaben und Organisation
Zu den wichtigsten gesetzlichen Pflichtaufgaben einer Tierseuchenkasse gehören die Festsetzung und die Refinanzierung von Entschädigungen für Tierverluste, die durch anzeigepflichtige Tierseuchen oder Zoonosen und deren Bekämpfung entstehen. Ein großes Risiko sind Tierverluste, die durch amtliche Tötungsanordnungen ganzer Tierbestände entstehen. Für solche Tierverluste kommen private Viehversicherungen nicht auf. Sie werden vielmehr je zur Hälfte aus den Mitteln der Bundesländer und aus Beiträgen der Tierbesitzer gedeckt.
Außerdem kann die Tierseuchenkasse behördliche Maßnahmen zur Vorbeugung und zur planmäßigen Bekämpfung von Tierseuchen, seuchenhaft verlaufenden meldepflichtigen Tierkrankheiten und Zoonosen unterstützen. Sie kann nach Maßgabe einer Beihilfesatzung Beihilfen zur Sanierung von Tierbeständen leisten und die Impfung von Tierbeständen bezuschussen. Ferner kann sie wissenschaftliche Untersuchungen veranlassen oder fördern sowie Tiergesundheitsdienste zur Förderung der Gesundheit und Leistungsfähigkeit der Haustiere einrichten. 
Zur Kostendeckung müssen die Halter entschädigungsberechtigter Tierarten ihre Tierbestände bei der Tierseuchenkasse anmelden und Tierseuchenkassenbeiträge entrichten. Die Beitragshöhe wird jährlich durch Satzung neu festgesetzt. Sie richtet sich insbesondere nach der Rücklagenhöhe der einzelnen Tierart, der Anzahl der Tiere im Land, den Beihilfe- und Entschädigungszahlungen der Vorjahre, dem sonstigen Finanzbedarf und der Risikoeinschätzung. In anderen Ländern werden sie ganz oder zum Teil durch Vermarktungsgebühren finanziert und erhalten gegebenenfalls auch direkte staatliche Zuwendungen. 
Bei den meisten Tierseuchenkassen sind die Besitzer von Rindern (auch Wisenten, Wasserbüffeln und Bisons), Pferden, Schafen, Ziegen, Hausschweinen, Enten, Gänsen, Truthühnern und Hühnern beitragspflichtig und entschädigungberechtigt. In manchen Fällen sind auch Esel, Bienenvölker und in gewerblichen Fischzuchtbetrieben gehaltene Süßwasserfische eingeschlossen. Wenn die Rücklagenhöhe ausreicht, kann bei einigen Tierarten die Beitragspflicht zeitweise ausgesetzt werden. Entschädigungen für beitragsbefreite Tierarten werden durch das jeweilige Bundesland refinanziert.
Daneben ziehen die meisten Tierseuchenkassen Gebühren für die Abholung, Beseitigung und endgültige Verarbeitung von verendeten Tieren in Tierkörperbeseitigungsanstalten ein. Dies ist eine neue Aufgabe, die von der Europäischen Union (EU) vorgegeben wurde und die die Mitgliedstaaten umsetzen müssen.